# Намибия на летних Олимпийских играх 1996
Намибия принимала участие в Летних Олимпийских играх 1996 года в Атланте (США) во второй раз за свою историю, и завоевала две серебряные медали.

## Серебро
- Лёгкая атлетика, мужчины, 100 метров — Фрэнки Фредерикс.
- Лёгкая атлетика, мужчины, 200 метров — Фрэнки Фредерикс.